# Jai Miller
Randall Jai Miller (né le 17 janvier 1985 à Auburn, Alabama, États-Unis) est un joueur de champ extérieur des Ligues majeures de baseball sous contrat avec les Orioles de Baltimore.

## Carrière
Jai Miller est un choix de quatrième ronde des Marlins de la Floride en 2003. Il fait ses débuts dans le baseball majeur avec cette équipe le 22 juin 2008. Il est retiré sur des prises à son seul passage au bâton avec le club. Il joue le reste de l'année et la saison suivante en ligues mineures avec le club-école des Marlins. Le 8 avril 2010, les Marlins le perdent au ballottage lorsqu'il est réclamé par les Athletics d'Oakland puis, le 26 avril suivant, ce sont les Royals de Kansas City qui l'obtiennent via la même procédure.
Miller dispute 20 parties pour les Royals en 2010. Le 23 août, il réussit son premier coup sûr dans les majeures aux dépens du lanceur Eddie Bonine des Tigers de Détroit. Le 18 septembre suivant, il frappe son premier coup de circuit en carrière, contre le lanceur Justin Germano des Indians de Cleveland. Miller frappe pour ,236 de moyenne au bâton avec un circuit et 4 points produits au cours de son passage à Kansas City.
Il rejoint par la suite les Athletics d'Oakland, avec qui il dispute 7 matchs en 2011. Son contrat est cédé aux Orioles de Baltimore le 3 janvier 2012.